# Francis H. Wilson

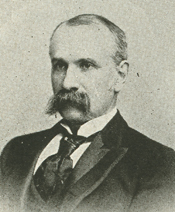
Francis H. Wilson

Francis Henry Wilson (* 11. Februar 1844 in Clinton, New York; † 25. September 1910 in Brooklyn, New York) war ein US-amerikanischer Jurist und Politiker. Zwischen 1895 und 1897 vertrat er den Bundesstaat New York im US-Repräsentantenhaus.

## Werdegang
Francis Henry Wilson lebte bis zu seinem zehnten Lebensjahr in Utica, als seine Familie auf die Westmoreland-Farm zog. Er besuchte die Bezirksschule sowie die Dwight’s Preparatory School in Clinton und graduierte dann 1867 am Yale College. Danach unterrichtete er vier Jahre lang an einer Preparatory School. Wilson graduierte 1875 an der Columbia College Law School in New York City. 1882 erhielt er seine Zulassung als Anwalt und begann dann in New York City zu praktizieren. Er war einer der Gründer des Union League Club und in den Jahren 1888 und 1889 dessen Präsident.
Politisch gehörte er der Republikanischen Partei an. Bei den Kongresswahlen des Jahres 1894 wurde er im dritten Wahlbezirk von New York in das US-Repräsentantenhaus in Washington, D.C. gewählt, wo er am 4. März 1895 die Nachfolge von Joseph C. Hendrix antrat. Allerdings trat er am 30. September 1897 von seinem Kongresssitz zurück, um Postmeister zu werden. Wilson wurde im Oktober 1897 zum Postmeister der damals noch eigenständigen Stadt Brooklyn ernannt – eine Stellung, die er bis Dezember 1901 innehatte. Er verstarb am 25. September 1910 in Brooklyn und wurde dann auf dem Green-Wood Cemetery beigesetzt.